# Constantin von Brandenstein-Zeppelin
Constantin von Brandenstein-Zeppelin (Biberach an der Riß, 22 giugno 1953) è uno storico tedesco.

## Biografia

### Le origini e la famiglia
Costantin, membro dell'antica stirpe degli Zeppelin, è figlio del conte Alexander von Brandenstein-Zeppelin (1915-1979) e della moglie baronessa Ursula von Freyberg-Eisenberg-Allmendingen (1917-1985); è inoltre discendente del generale conte Ferdinand von Zeppelin e dell'etnografo Philipp Franz von Siebold e suo cugino paterno è il conte Alexander von Schönburg-Glauchau. Nel 1978 ha sposato Ameli, nata principessa di Löwenstein-Wertheim-Freudenberg, figlia del principe Hubertus zu Löwenstein-Wertheim-Freudenberg.

### Gli studi
Brandenstein-Zeppelin ha frequentato le università di Vienna e di Monaco di Baviera, dove si è laureato in giurisprudenza. Ha fatto parte dell'Unione degli Studenti Cristiano-Democratici. 

### Il rapporto con la nobiltà e gli ordini cavallereschi
Brandenstein-Zeppelin è stato nel 1990 presidente della Hilfest dell'Ordine di Malta, del quale è cavaliere d'onore e devozione, dedicandosi anche allo sviluppo della sede dell'ordine nella Diocesi di Fulda. Ha curato i restauri del suo castello di Burg Brandenstein, che ha ospitato la festa dell'ordine nel 1997 ed è delegato per la Baviera del Sovrano Militare Ordine di Malta.